# Бобобек
Баба-бий, или Бобобек (узб. Bobobek; умер в 1753) — правитель Кокандского ханства в 1752—1753 годах.

## Биография
Старший сын Абдурахим-бия. Когда джунгары (в некоторых источниках калмыки) осадили Коканд в 1740-х годах, Абдулкарим-бий был вынужден отдать своего племянника Бобобека в заложники врагам. Бобобек жил среди джунгар (калмыков) в селе Кайнар и правил кокандским престолом в течение 10 месяцев от имени калмыков, около 1752—53 годов. В 1753 году совет беков решил послать кокандскую армию, чтобы занять Оратепан. Бобобек был убит, когда войско подошло к Бешарыку.